# Cima Viola
La Cima Viola es un pico de montaña situado en Lombardia, Italia, y en la frontera con Suiza.
Forma parte de los llamados Alpes de Livigno, dentro de la cordillera de los Alpes, y su punto más alto se encuentra a 3374 metros sobre el nivel del mar, teniendo una prominencia de 1073 metros.